# Krúpskaia
|  | Aquest article tracta sobre la unitat territorial. Si cerqueu la revolucionària russa, vegeu «Nadejda Krúpskaia». |

Krúpskaia (en rus: Крупская) és una stanitsa del krai de Krasnodar, a Rússia. Es troba a les terres baixes de Kuban-Priazov, a la vora del Beissujok Pervi, afluent del riu Beissug. És a 28 km al nord-est de Vísselki i a 107 km al nord-est de Krasnodar. Pertany a aquesta stanitsa el possiólok de Pervomaiski.